# نيك لاند
نيك لاند (بالإنجليزية: Nick Land)‏ هو فيلسوف وكاتب بريطاني، ولد في 17 يناير 1962 في المملكة المتحدة.

## وصلات خارجية
- نيك لاند على موقع ميوزك برينز (الإنجليزية)